# Sciara familiaris
Sciara familiaris är en tvåvingeart som beskrevs av Frederick Askew Skuse 1888. Sciara familiaris ingår i släktet Sciara och familjen sorgmyggor. Inga underarter finns listade i Catalogue of Life.